# Stadthafen Mirow

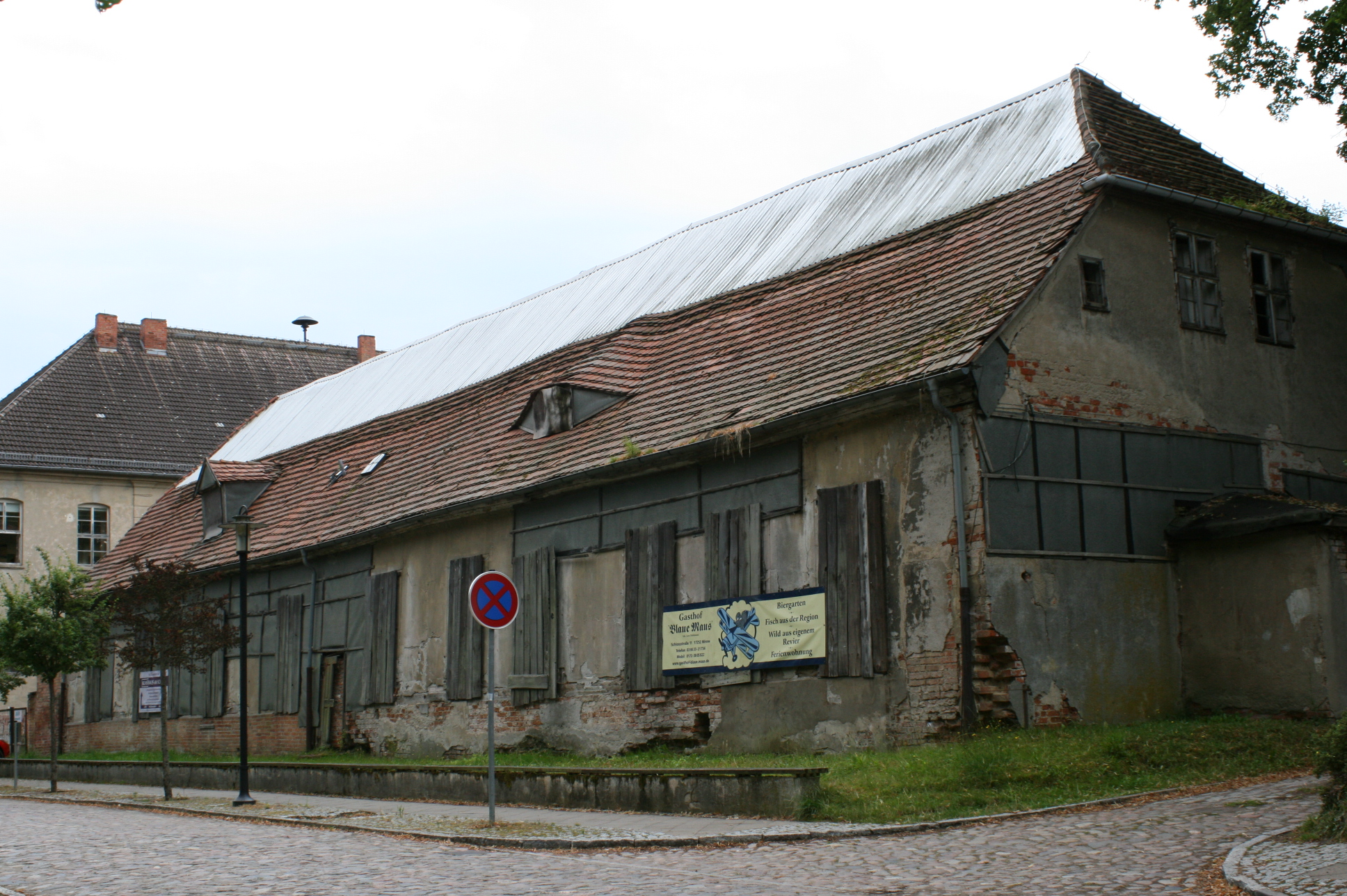
Fachwerkgebäude: Unsaniert bis nach 2015

Der Stadthafen Mirow in Mirow (Mecklenburg-Vorpommern), Rotdornstraße 1 / Am Wallgraben auf der Schlossinsel, ist als Wasserwanderrastplatz ausgebaut. 
Das Fachwerkgebäude neben der Feuerwache und der Straßenbelag der Rotdornstraße stehen unter Denkmalschutz.

## Geschichte

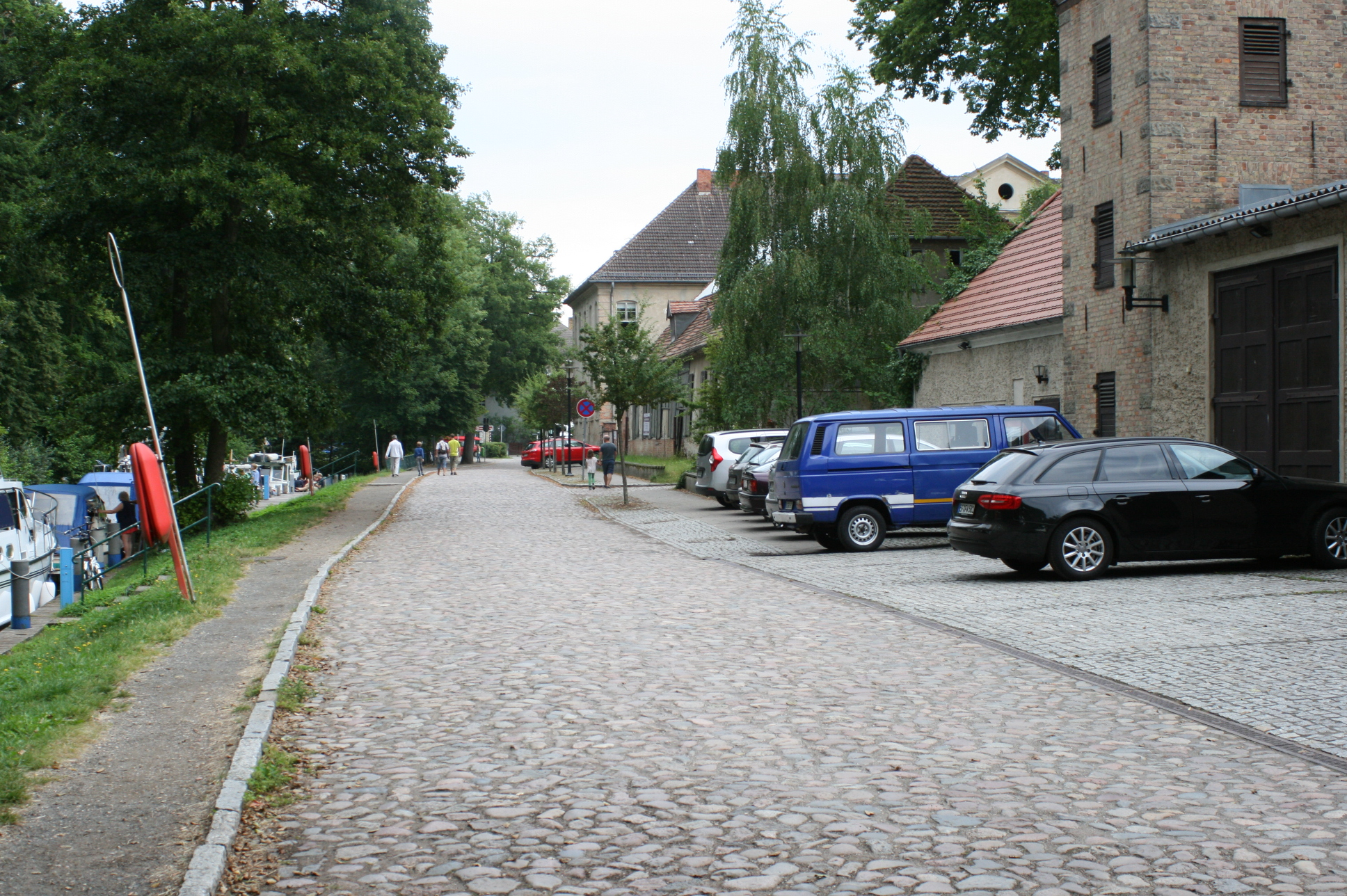
Straße, Anlegestelle

Die Stadt Mirow mit 3883 Einwohnern (2020) wurde erstmals 1226 als Dorf erwähnt. 
Der Stadthafen an der Müritz-Havel-Wasserstraße unweit des Mirower Sees zwischen Schlossinsel und Stadt hat eine Tiefe von 1,5 Meter. Der Wasserwanderrastplatz mit 15 Liegeplätzen wurde um 1998 angelegt und ist ausgestattet mit einer Sanitäranlage (WC, Duschen) und WC-Entsorgungsmöglichkeiten. Die Schiffe der Blau Weissen Flotte legen an einem Anlieger am See an. 
Das eingeschossige unsanierte Fachwerkgebäude (Rotdornhaus) am Hafen mit einem Krüppelwalmdach stammt wohl aus dem 18. Jahrhundert und war ein Nebengebäude des Schlosses Mirow. Im Rahmen der Städtebauförderung wurde das Haus 1992/93 nur entkernt und gesichert. Bereits seit 2018 konnten am Mirower Wallgraben keine Boote mehr anlegen. Die Hafensanierung und Kapazitätserhöhung in Mirow wurde um 2020/21 geplant, die Finanzierung ist jedoch noch nicht gesichert.